# Linea di colmo

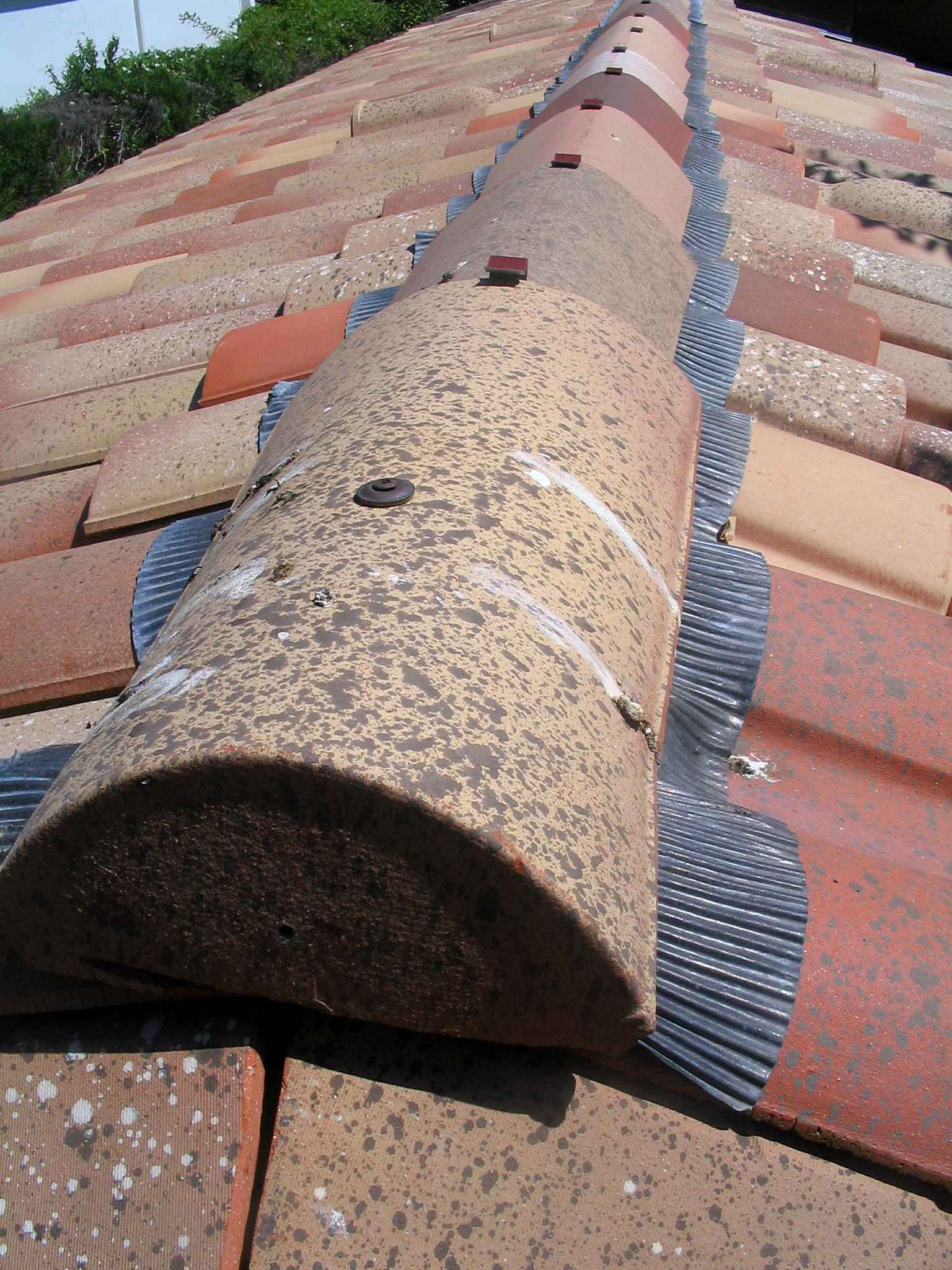
La linea di colmo di un tetto.

La retta di colmo, in geometria descrittiva, indica spesso una retta orizzontale di massima quota ottenuta come intersezione tra due piani inclinati.
La retta di colmo, in architettura, indica la retta comune a due falde piane di un tetto inclinato.